# Vanessa dilecta
Espèce
Vanessa dilecta est une espèce de lépidoptères appartenant à la famille des Nymphalidae à la sous-famille des Nymphalinae et au genre Vanessa.

## Dénomination
Le nom de Vanessa dilecta lui a été donné par Hiroto Hanafusa en 1992

## Écologie et distribution
Vanessa dilecta est présente à Timor.

### Protection
Pas de statut de protection particulier.